# Difícil Não Falar de Amor
Difícil Não Falar de Amor é o décimo primeiro álbum de estúdio do cantor brasileiro Daniel em carreira solo. Foi lançado em 27 de maio de 2008 pela Warner Music. Teve como sucessos a faixa-título "Difícil Não Falar de Amor", que entrou para a trilha sonora da novela A Favorita, exibida pela TV Globo, "Metade com Metade", "Quase Louco", "Amiga" e "Pra Sempre Te Amar". O álbum chegou a marca de 100 mil cópias vendidas em todo o Brasil e conquistou o disco de platina.
O álbum recebeu uma indicação ao Grammy Latino na categoria Melhor Álbum de Música Romântica.

## Sobre o álbum
Produzido pelo cantor e compositor Rick, da dupla Rick & Renner, o álbum foi gravado entre os meses de fevereiro e março, durante as filmagens de O Menino da Porteira. Com um repertório composto por 17 canções, sendo 15 inéditas, entre elas, "Lembranças ao Vento", inserida no álbum de última hora, composta por Luciana Cardoso, ex-esposa de Faustão, canção apresentada ao cantor pelo próprio apresentador, e 2 regravações, "Matemática" do cantor e compositor Peninha e "Moça" do cantor Wando. Nas duas ocasiões, Daniel tentou das a sua própria interpretação as canções. "Comecei querendo fazer um disco simples, que acabou ficando do jeito que eu queria, mesmo colocando cello, rabeca, saxofone... Dou uma enveredada para outros ritmos. É legal trabalhar com Rick, porque a gente já conhece muito o gosto e as características um do outro. Fica mais fácil realizar o que pensamos;" comentou.
Daniel descreveu o álbum como um trabalho que marca mais os instrumentos, mais enxuto, com menos informação musical, mais popular, e feito com muita harmonia dentro do estúdio. Com um perfil semi-acústico, o projeto trouxe um estilo musical variado, passeando não só pelo sertanejo e o romantismo, mas também pelo pagode ("Foi Assim") e axé ("Fórmula Secreta"). Para a seleção do repertório, Daniel, juntamente com Rick, seguiram um critério específico: "A música tem que tocar fundo na gente. Eu e o Rick ouvíamos a canção e ela só era selecionada se nos apaixonássemos, se a mensagem fosse clara e tivesse o apelo para nos emocionar de alguma forma;" esclareceu.
Lançado estrategicamente duas semanas antes do Dia das Mães, o álbum foi considerado por Daniel uma obra mais pop, destacando os instrumentos em determinadas músicas, como em "Pode Ser" e "Que Nem um Caçador" com os teclados, "Difícil Não Falar de Amor" com a bateria, "Foi Assim" com o saxofone, entre outros. "Em termos de ritmo, este trabalho vem com um pouco do que eu sempre trouxe. Tem aquilo que o pessoal gosta de ouvir em feiras, mas a intenção foi também fazer os instrumentos se destacarem. As músicas neste disco se resolvem e evoluem com facilidade. Hoje em dia, as mensagens têm que ser claras. As pessoas querem saber logo do que trata uma música, então, mostramos logo qual é a nossa mensagem. Vamos direto ao coração de quem está escutando. As canções são diretas e têm mensagens simples. O resultado foi exatamente aquilo que esperávamos. Tomara que as pessoas gostem!;" finalizou.

## Lista de faixas
| N.º            | Título                      | Compositor(es)                                  | Duração |  |
| 1.             | "Difícil Não Falar de Amor" | Rick                                            | 4:12    |  |
| 2.             | "Amiga"                     | Rick                                            | 3:45    |  |
| 3.             | "Metade com Metade"         | Alexandre / Jean Spagnol                        | 2:30    |  |
| 4.             | "Pode Ser"                  | Zé Henrique / Donisete Silva                    | 3:42    |  |
| 5.             | "Foi Assim"                 | Rick / Kadu Ferraz                              | 3:34    |  |
| 6.             | "Matemática"                | Peninha                                         | 4:22    |  |
| 7.             | "Pra Sempre Te Amar"        | Alexandre / Jean Spagnol                        | 3:14    |  |
| 8.             | "Que Nem um Caçador"        | Chico Roque / Paulinho Rezende                  | 5:06    |  |
| 9.             | "Judieira"                  | Jean Paulo / Gabriel                            | 3:22    |  |
| 10.            | "Moça"                      | Wando                                           | 3:45    |  |
| 11.            | "Tô Dentro"                 | Zé Henrique                                     | 3:51    |  |
| 12.            | "Quer Me Namorar"           | Rick / Kadu Ferraz                              | 3:31    |  |
| 13.            | "Quase Louco"               | Rick / Victor Henrique                          | 3:29    |  |
| 14.            | "Coração de Menino"         | Alexandre / Bruno / Giuliano                    | 3:35    |  |
| 15.            | "Bebi de Novo"              | Rick / Victor Henrique                          | 3:42    |  |
| 16.            | "Lembranças ao Vento"       | Luciana Cardoso / Luiz Schiavon / Nil Bernardes | 3:35    |  |
| 17.            | "Fórmula Secreta"           | Zé Henrique                                     | 3:01    |  |
| Duração total: | Duração total:              | Duração total:                                  | 1:02:01 |  |

## Faixa a Faixa
Se trata de um conteúdo de áudio especial onde Daniel comenta sobre algumas das canções do álbum:
- Difícil Não Falar de Amor: 'Difícil Não Falar de Amor', além de ser o título do meu mais recente CD, do décimo quarto já em carreira solo, é uma canção especial que eu conheci através do produtor desse trabalho, que é o Rick, da dupla Rick & Renner, e é uma música que ele estaria colocando num possível trabalho dele, num CD que ele pretende fazer solo, cantando algumas canções diferentes. Eu gostei, me identifiquei pra caramba com a música, além da levada, além do arranjo diferente, de ser assim, talvez uma conotação diferente do trabalho que eu faço. E por isso, talvez, eu a gravei nesse novo trabalho, e acabou ficando da forma que a gente gostaria, da forma que a gente esperava. Espero que vocês gostem. 'Difícil Não Falar de Amor'."[15]
- Amiga: "'Amiga' é a segunda faixa do CD, é uma canção que me identifique, assim, a primeira vista. Sabe aquela coisa de paixão a primeira vista, por ter um papo diferente na sua letra, de falar de uma história que acaba acontecendo no cotidiano das pessoas, de você ter uma amiga, ou um amigo, e de repente, aquele amigo ou aquela amiga se transformar na sua grande paixão. E essa canção é uma canção especial por isso. 'Amiga' do meu CD 'Difícil Não Falar de Amor'."[16]
- Foi Assim: "'Foi Assim' é uma música que eu me identifiquei, porque eu acho que ela tem, assim, algo de parecido, assim, com uma canção que eu gravei ao longo de minha história, há muitos anos atrás, com o saudoso João Paulo, que é o 'Desejo de Amar'. Eu acho que ela tem um pouquinho disso, e talvez por isso, na verdade, eu me apaixonei pela canção, me apaixonei pela obra, uma composição do Rick com o Kadu Ferraz, e eu acabei gravando essa canção no meu trabalho novo, o décimo quarto CD que eu tô trazendo em carreira solo pra vocês. 'Foi Assim'."[17]
- Pra Sempre Te Amar: "'Pra Sempre Te Amar' é uma música que tem uma levada diferente, uma levada meia pop, é uma música jovem pra caramba, e o mercado parece que pede essa questão meio acústica, de repente, com os sertanejos universitários, que estão chegando por aí. É uma levada diferente, que eu tenho certeza que vocês vão gostar, uma levada jovem pra caramba, e uma letra jovem também que fala de um papo, de uma paixão, de uma pessoa pela outra, enfim. Coisas que acontecem no nosso dia-a-dia, né? E falar de amor nunca é demais, né? Por isso que, inclusive, esse CD tem o nome de 'Difícil Não Falar de Amor' e a canção é 'Pra Sempre Te Amar'."[18]
- Que Nem um Caçador: "'Que Nem um Caçador', uma canção muito especial, do Chico Roque e do Paulinho Rezende, eu venho enamorando essa canção já há muito tempo, há muitos anos. Acontece isso, as vezes comigo, de eu conhecer a canção, de eu ter a obra na mão, e, de repente, acabar não gravando, e passando os trabalhos e a gente deixando pra trás. E foi o que aconteceu com essa música, eu tenho essa música comigo já, eu acredito que, pelo menos, a uns três anos, quatro anos, mais ou menos, e esse ano eu falei: poxa, eu vou gravar essa música, por que não gravar essa música? É uma super obra, uma letra, assim, maravilhosa, poética pra caramba, eu acho que, em termos de letra, é uma das melhores letras desse novo trabalho 'Difícil Não Falar de Amor'. Espero que vocês gostem. 'Que Nem um Caçador'.[19]
- Moça: "A décima faixa do CD é 'Moça', uma canção composta pelo Wando, gravada pelo Wando, foi um grande sucesso do passado, e eu gosto muito, me identifico muito com essa canção, com essa obra, né? Que eu acho que dispensa comentários e eu gravei essa canção nesse novo trabalho 'Difícil Não Falar de Amor'. Espero que vocês gostem dessa nova versão que a gente fez com ela aí, trazendo um tielo diferente, um arranjo super diferente também, que o Rodrigo Costa fez nessa canção pra vocês curtirem. 'Moça' do CD 'Difícil Não Falar de Amor'."[20]
- Quer Me Namorar: "A décima segunda faixa do CD é 'Quer Me Namorar', uma canção do Rick com o Kadu Ferraz, é um sambinha, uma levada meio samba mesmo, e com uma letra especial, eu diria, assim, diferente também. Que é aquela paquera que há entre duas pessoas de repente, e, de repente, a dificuldade de um chegar no outro pra falar: pô quero te namorar, enfim, tô a fim de te namorar. É uma coisa que acontece também no dia-a-dia da gente, no cotidiano de todo mundo. 'Quer me Namorar', um sambinha gostoso do meu décimo quarto CD 'Difícil Não Falar de Amor'."[21]
- Coração de Menino: "A décima quarta faixa é 'Coração de Menino', uma música melodiosa pra caramba, que o Bruno me mostro a algum tempo atrás, e eu tive a honra e o prazer de trazer nesse novo trabalho. Eu acho que ela tem, assim, um conteúdo maravilhoso, especial, espero que vocês gostem também, que vocês curtam. É uma composição do Bruno, do Alexandre, e também do Juliano da dupla Luiz Cláudio & Juliano. Compõe super bem também, que eu tive o prazer e a honra de gravar nesse novo trabalho 'Difícil Não Falar de Amor'. 'Coração de Menino'."[22]
- Lembranças ao Vento: "'Lembranças ao Vento' é a décima sexta faixa do CD, é uma composição, inclusive, especial, da Luciana Cardoso, que é esposa do Fausto Silva, do nosso querido Schiavon, e também do Nil Bernardes. É uma canção maravilhosa, com uma letra poética pra caramba, melodia muito bonita, a gente colocou um arranjo diferente nela, com uma rapeca predominando no decorrer do arranjo. Inclusive que o Silvinho, que é um músico que toca comigo, tocou super bem, executou super bem. Espero que vocês gostem, uma balada romântica maravilhosa de décimo quarto CD 'Lembranças ao Vento'."[23]

## Charts
| País          | Melhor posição |
| ------------- | -------------- |
| Brasil (ABPD) | 19             |

## Certificações e vendas
| Brasil (ABPD)                             | Platina | 2009 | 100.000* |
| *número de vendas baseado na certificação |         |      |          |

## Prêmios e indicações
| Ano  | Premiação     | Categoria                        | Resultado | Ref.   |
| ---- | ------------- | -------------------------------- | --------- | ------ |
| 2008 | Grammy Latino | Melhor Álbum de Música Romântica | Indicado  | [ 11 ] |